# Костов, Димо
Димо Стратиев Костов (болг. Димо Стратиев Костов, род. 17 марта 1947, Рогозиново, Хасковская область) — болгарский борец вольного стиля, призёр Олимпийских игр.

## Биография
Родился в 1947 году в селе Рогозиново общины Харманли Хасковской области. В 1973 году стал бронзовым призёром чемпионата Европы в весовой категории до 90 кг, в 1975 году повторил этот результат, но уже в весовой категории до 100 кг. В 1976 году завоевал бронзовую медаль Олимпийских игр в Монреале.